# رئیس‌جمهور باربادوس
رئیس‌جمهور باربادوس (انگلیسی: President of Barbados) رئیس کشور باربادوس و فرمانده کل قوا نیروی دفاعی باربادوس به‌شمار می‌رود، این پست پس از این دائر شد که کشور باربادوس در ۳۰ نوامبر ۲۰۲۱ به جمهوری پارلمانی تبدیل شد. پیش از این، رئیس دولت الیزابت دوم، ملکه باربادوس بود که توسط فرماندار کل در جزیره نمایندگی می‌شد. ساندرا میسن، آخرین فرماندار کل و همچنین نخستین رئیس‌جمهور است.